# یوانما (بازیکن فوتبال، زاده ۱۹۸۴)
یوانما (انگلیسی: Juanma؛ زادهٔ ۸ اوت ۱۹۸۴) بازیکن فوتبال اهل اسپانیا است.
از باشگاه‌هایی که در آن بازی کرده‌است می‌توان به باشگاه فوتبال هرکولس و باشگاه فوتبال کادیس اشاره کرد.